# Гордон, Марк (политик)
Марк Гордон (англ. Mark Gordon; род. 14 марта 1957, Нью-Йорк) — американский политик, член Республиканской партии. Казначей штата Вайоминг с 2012 по 2019 год. Губернатор Вайоминга с 2019 года.

## Биография
Окончил Миддлбери-колледж.
В 2008 году баллотировался в Палату представителей США, проиграл праймериз Синтии Ламмис.
В 2016 году Гордон отказался снова баллотироваться на место Синтии Ламмис в Палате представителей США и вместо этого баллотировался на пост губернатора Вайоминга в 2018 году. Он выиграл республиканские первичные, а затем всеобщие выборы.
В 2022 году был переизбран на второй срок, одержав победу над кандидатом от Демократической партии Терезой Ливингстон на всеобщих выборах.